# Paddy Considine
Patrick George Considine (født 5. september 1973 i Burton upon Trent, East Staffordshire, England) er en engelsk skuespiller, filmskaber, manuskriptforfatter, musiker og hyppig samarbejdspartner med Shane Meadows. Han er bedst kendt af publikum for sine portrætteringer af mørke, urolige, moralsk eller mentalt tvetydige karakterer.

## Privat
I april 2011 afslørede Considine, at han var blevet diagnosticeret med Aspergers syndrom.